# 西方媒體
西方媒体是指西方世界的大眾媒體。冷战時期，西方媒體與蘇聯為主的媒體形成對比；後來西方媒体逐渐深入到世界各地的发展中国家（通常是非西方国家）。 

## 历史
西方媒体的起源可以追溯到15世纪后期，当时整个西欧開始普及印刷机。17世纪新聞媒體開始出現。
在英国，报纸是在反對英国君主专制统治的政治动荡时期发展起来的。1641年，报纸首次获准刊登英國国内新闻。 儘管政治精英對印刷媒體進行了嚴格控制以限制新聞的擴張，但印刷業仍在繼續增長。 到 18 世紀後期，僅在英國每年就發行超過 1000 萬份報紙。
冷战期间，美国和苏联进行了激烈的媒体戰，旨在醜化對方的国际形象。美國建立美国之音和自由欧洲电台等媒體做政治宣傳，藉以对抗東方集團主导的新闻媒体。 

## 批評
1970年代，一些傳播學學者，如奧利佛·博伊德-巴瑞特 (Oliver Boyd-Barrett)、傑里米·湯斯托 (Jeremy Tunstall)及伊萊休·卡茨 (Elihu Katz)提出了「媒體帝國主義」的觀點。該理論認為第一世界的文化以不正當的方式流到第三世界，發達資本主義經濟體的媒體能夠實質地影響第三世界的文化，導致有利於個人主義和消費主義的文化霸權。新加坡、印度和中國都在各自國家要求限制西方媒體的傳播，認為這會對亞洲價值觀構成威脅。

### 來自印度的批評
2015年，印度最受歡迎的英文新聞頻道 Times Now 的前總編輯阿納布·戈斯瓦米，批評西方媒體的霸權已經破壞了必需的權力平衡。他指全球主要的新聞來源中，美國和英國就佔了74%，而整個亞洲僅佔了3%。他說美國人是最孤立的人，但卻控制了全球範圍內的話語權。他說"美國人是最孤立的人，但他們在全球敘事方面擁有完全的主導地位 消息。”

### 來自中國的批評
2014年昆明恐襲案後，中國官方媒體和社交媒體用戶批評西方主要媒體在有關該事件的新聞文章上，在「恐怖主義」一詞處加上引號，指責西方媒體同情恐怖分子。中國指責西方評論員在恐怖主義問題虛偽和雙重標準。

### 來自俄羅斯的批評
俄羅斯媒體和政府經常指西方媒體對俄羅斯有偏見。2005年，俄羅斯成立了今日俄羅斯（後來的RT），旨在確立軟實力和宣傳工具，用來對抗西方媒體霸權和促進俄羅斯的外交政策。2012年下半年，2.25至250萬的英國人觀看了RT頻道，使其成為英國第三大新聞頻道，僅次於BBC新聞和天空新聞。學者安德烈·齊甘科夫 (Andrei Tsygankov)發現在2008年至2014年間，《紐約時報》、《華盛頓郵報》和《華爾街日報》等主要西方媒體上對俄羅斯國內政治的社論中持壓倒性的負面看法，齊甘科夫認為社論未能充分反映中立的觀點。英國學者皮爾斯·羅賓森 (Piers Robinson)則認為，俄羅斯媒體和西方媒體都存在著偏見。

### 美國對外軍事行動偏袒的批評
西方媒體經常被批評美化美國對外戰爭及軍事行動，這批評在2003年美國入侵伊拉克時更為尖銳，普遍認為當時的媒體報導在一定程度上引導了美國民眾支持戰爭的情緒。一項研究檢視了當時ABC、CBS 和 NBC 每天晚間與伊拉克有關的電視新聞報導，發現新聞報導經常引用布什政府官員的消息來源，反戰團體和反對派民主黨人的聲音幾乎聽不見，而且報導的整體主旨偏向於支持戰爭的視角。另外西方媒體對敘利亞內戰的報導也受到廣泛的批評，指責報導過分偏袒敘利亞反對派，沒有考慮到反對派內部的極端分子，試圖合理化美國在當地的干涉。